# Jinguoping (sockenhuvudort i Kina, Hubei Sheng, lat 30,29, long 110,22)
Jinguoping (kinesiska: 金果坪, 金果坪乡) är en sockenhuvudort i Kina. Den ligger i provinsen Hubei, i den centrala delen av landet, omkring 390 kilometer väster om provinshuvudstaden Wuhan. Antalet invånare är 19 164. Befolkningen består av 9 546 kvinnor och 9 618 män. Barn under 15 år utgör 17,0 %, vuxna 15-64 år 71 %, och äldre över 65 år 11,0 %.
Runt Jinguoping är det ganska tätbefolkat, med 80 invånare per kvadratkilometer. Närmaste större samhälle är Guandian, 18,0 km väster om Jinguoping. I omgivningarna runt Jinguoping växer i huvudsak blandskog.
Genomsnittlig årsnederbörd är 1 647 millimeter. Den regnigaste månaden är september, med i genomsnitt 273 mm nederbörd, och den torraste är december, med 22 mm nederbörd.